# Echo Peak (Wyoming)
Der Echo Peak ist ein Berg im nordwestlichen Teil des Yellowstone-Nationalparks im US-Bundesstaat Wyoming. Sein Gipfel hat eine Höhe von 2938 m. Er befindet sich rund einen Kilometer südlich des Three Rivers Peak und ist Teil der Gallatin-Range in den Rocky Mountains.

## Belege
1. ↑  GNIS Detail - Echo Peak. Abgerufen am 27. Dezember 2020.